# NGC 73
NGC 73 é uma galáxia espiral (Sbc) localizada na direcção da constelação de Cetus. Possui uma declinação de -15° 19' 18" e uma ascensão recta de 0 horas, 18 minutos e 38,9 segundos.
A galáxia NGC 73 foi descoberta em 21 de Outubro de 1886 por Lewis A. Swift.